# Eminence, Missouri
Eminence är administrativ huvudort i Shannon County i Missouri. Orten brändes ned i amerikanska inbördeskriget år 1863.